# 马里奥·科贝尔

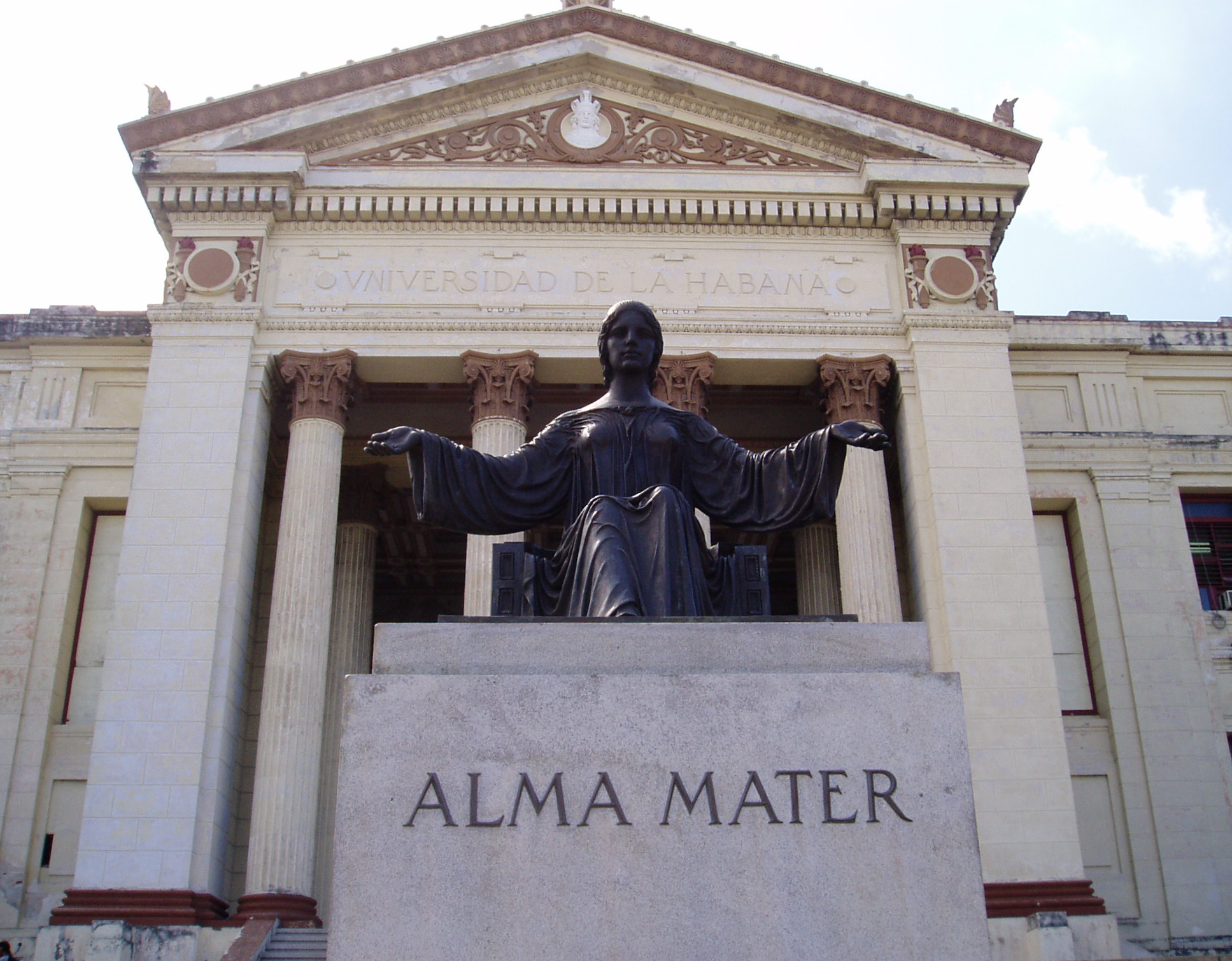
大学正门的母校雕像

马里奥·科贝尔（Mario Joseph Korbel ，1882年3月22日—1954年3月31日），是捷克雕塑家。
17岁的他移居到美国。
他在慕尼黑和巴黎学习雕塑。
1919年，他塑像了哈瓦那大学母校雕像。

## 註腳
1. ↑  .   [2014-08-15]. （原始内容存档于2017-05-31）.